# Kraftwerk Gösgen
Das Kraftwerk Gösgen, früher Elektrizitätswerk Olten-Gösgen, ist ein Laufwasserkraftwerk der Alpiq an der Aare in der Schweiz, das den Fluss zwischen Aarburg und Schönenwerd ausnutzt. Das Maschinenhaus des Kraftwerks steht in Niedergösgen. Die 1917 in Betrieb genommene Anlage war damals das grösste Laufkraftwerk der Schweiz. Sie wurde im Jahr 2000 erneuert.

## Lage

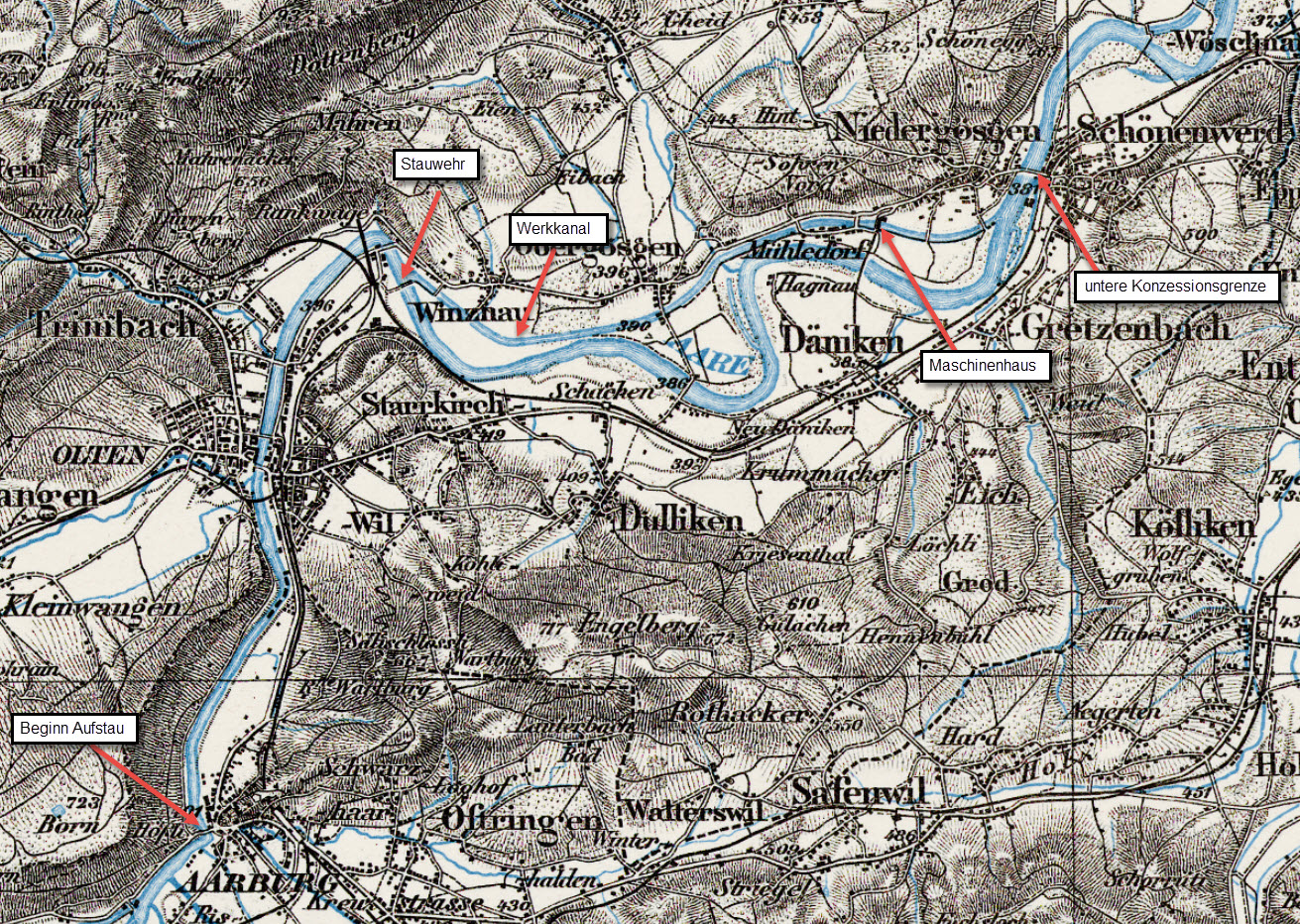
Darstellung des Kraftwerk Gösgen auf der Dufourkarte. Datenstand 1928

Das Kraftwerk liegt als Ausleitungskraftwerk an einem vier Kilometer langen Werkkanal. Das Wehr oberhalb von Winznau verursacht einen 6,3 km langen Aufstau, der bis zur Aarebrücke in Aarburg reicht. Die Staukote wird unabhängig von der Wasserführung der Aare konstant auf 391,3 m ü. M. gehalten. Von der Brücke bis zum Klos oberhalb von Olten verläuft die Grenze zwischen den Kantonen Solothurn und Aargau in Flussmitte, der Rest des Kraftwerks liegt auf Solothurner Boden, weshalb der Hoheitsanteil des Kanton Solothurns 93 % und derjenige des Kanton Aargaus 7 % beträgt. Das Maschinenhaus steht in Niedergösgen im Ortsteil Mühledorf. Die Wasserrückgabe erfolgt 400 m oberhalb der Brücke von Schönenwerd. Die gesamte für die Energiegewinnung ausgenutzte Flussstrecke beträgt 14,8 km.

## Geschichte

### Erstes Kraftwerk
Das Kraftwerk wurde während des Ersten Weltkriegs gebaut und 1917 von der Elektrizitätswerk Olten-Aarburg A.G. (EWOA) in Betrieb genommen. Am Anfang waren im Maschinenhaus sechs Francis-Turbinen mit Spiralgehäuse von Escher Wyss & Cie. aufgestellt, wovon im Betrieb vier benötigt wurden. Zwei Turbinen wurden als Reserve vorgehalten, zwei weitere Turbinengruben waren bei Betriebsaufnahme noch ungenutzt. Jede Turbine konnte eine Leistung von 6500 bis 10 000 PS abgeben. Die Schenkelpolgeneratoren von Brown, Boveri & Cie. (BBC) erzeugten Dreiphasenwechselstrom mit einer Frequenz von 50 Hz. Die Erzeugung von 40 Hz Zweiphasenwechselstrom wurde zu Beginn noch vorgesehen, wofür zwei zwischen 40 Hz und 50 Hz umschaltbare Maschinensätze vorgesehen wurde, aber das Netz des EWOA wurde noch während des Baus des Kraftwerks Gösgens auf 50 Hz umgestellt. Die Drehzahl der beiden umschaltbaren Maschinensätze betrug im 50 Hz-Betrieb 93,6 Umdrehungen pro Minute, der anderen 83,3. Die Generator-Klemmenspannung betrug 8 kV.
Bereits von Beginn an bestanden Abnahmeverträge mit anderen Verteilnetzen. So wurden 11 MW an das Verteilnetz der Kohleminen von Ronchamp abgegeben, welche ein Wärmekraftwerk betrieb, dass die Region um Belfort und Nancy mit Strom versorgte. Weiter wurde Leistung an die Lonza in Waldshut abgegeben.

Im Jahre 1923 wurde die siebte Francis-Turbine aufgestellt, 1950 wurde in der achten und letzten Turbinengrube eine Kaplan-Turbine zur Erzeugung von Bahnstrom mit einer Frequenz von 16 2⁄3 Hz eingebaut, die 1990 erneuert wurde.

Altes Kraftwerk
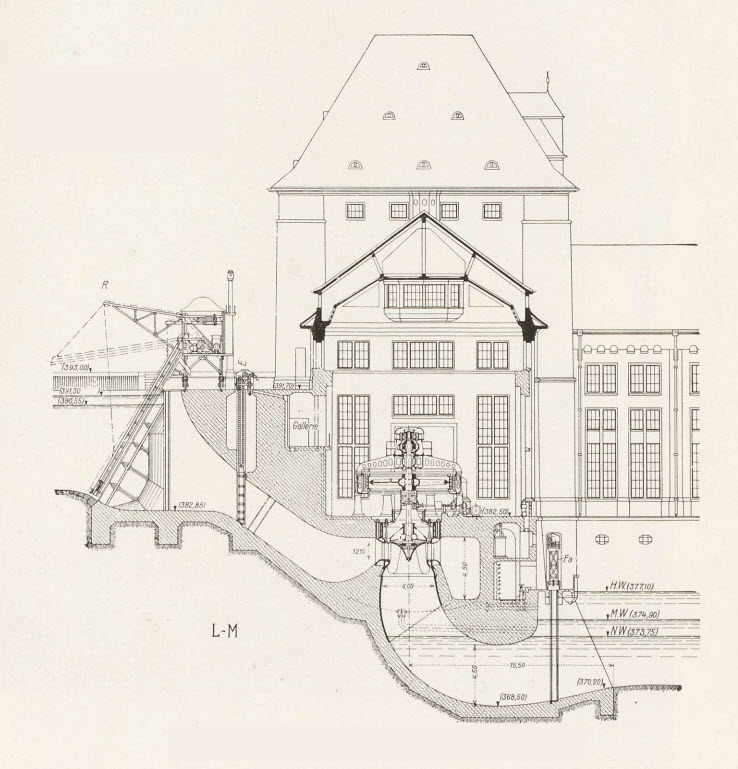
Querschnitt durch das Turbinenhaus
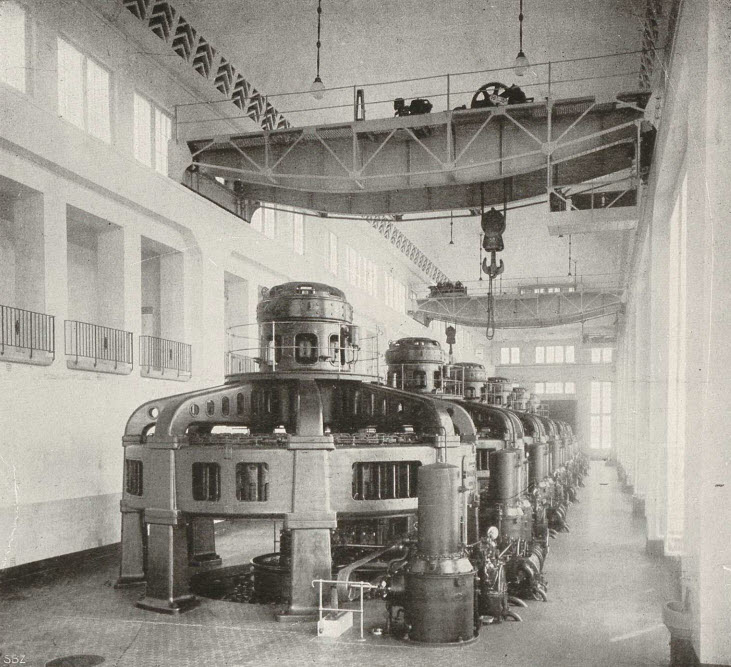
Maschinensaal ca. 1920
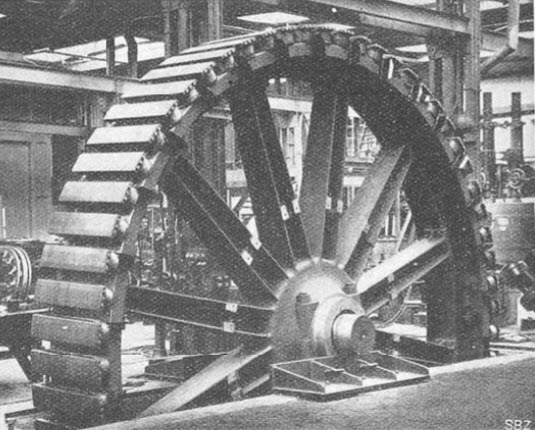
Generator-Läufer während Montage (BBC)
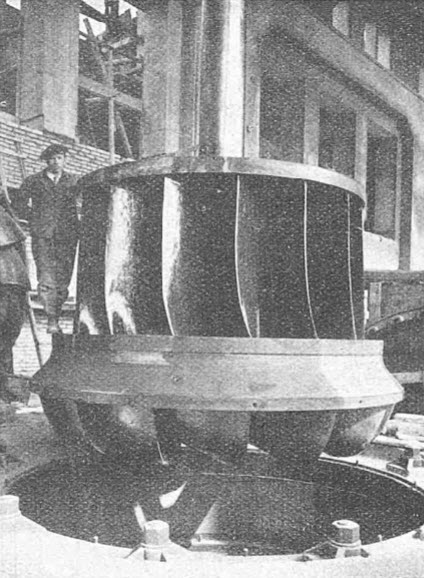
Francis-Turbine (Escher Wyss & Cie.)

### Erneuerung 1990er-Jahre
In den 1990er-Jahren wurde ein Konzept ausgearbeitet, wie das Kraftwerk erneuert werden kann und die Leistung erhöht werden kann. Dabei wurden anstelle der acht Francis-Turbinen fünf Kaplan-Turbinen eingebaut. Die Wasserführung wurde verbessert, indem die Turbinen angepasste Saugrohre erhielten und der Oberwasserkanal auf den benutzten Querschnitt verengt wurde. Für den Umbau wurde das Maschinenhaus abgebrochen und danach in derselben Kubatur wieder aufgebaut.
Die ausgenutzte Wassermenge und der Pegelstand des Aufstaus wurden durch die Modernisierung der Anlage nicht verändert. Der Umbau kostete ungefähr 200 Mio. SFr. und steigerte die Jahresproduktion von 286 Mio. kWh auf 303 Mio. kWh. Die letzte Turbine des alten Kraftwerks wurde im November 1999 abgeschaltet, das Kraftwerk wurde nach einem fünfjährigen Umbau im Jahr 2000 wieder in Betrieb genommen. 1962 wurde bei der Wehranlage in Winznau eine Rohrturbine mit einer Leistung von 240 kW eingebaut, welche die ins Aarebett abgegebene Restwassermenge turbiniert.

### Neukonzessionierung

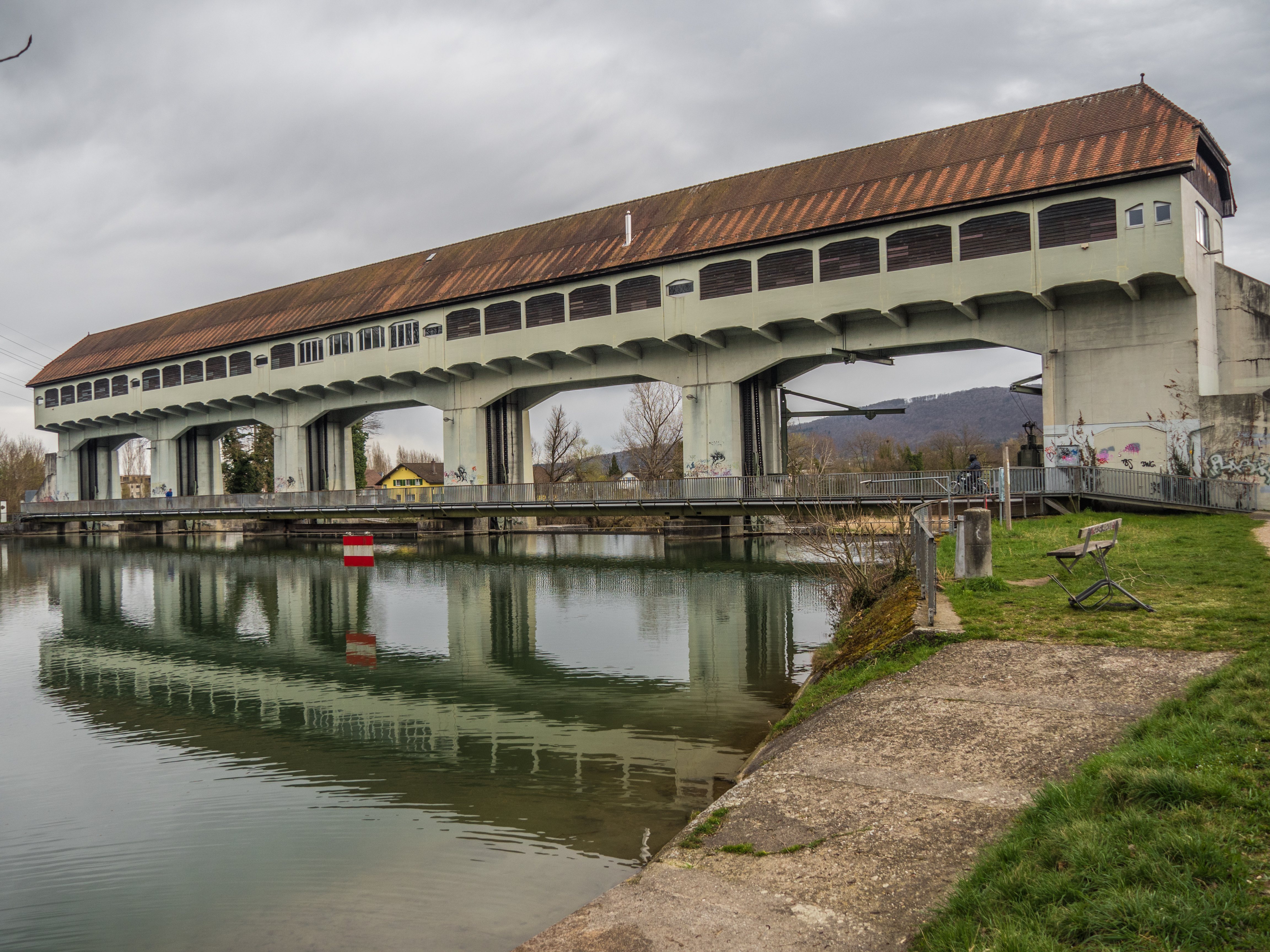
Stauwehr Winznau (2023), Wehroberbau wird zurückgebaut

Die bestehende Konzession läuft im Jahr 2027 aus. Im Zusammenhang mit der Konzessionserneuerung sind einige Anpassungen an den Anlagen notwendig. Die Dotierwassermenge soll erhöht werden, sodass die Jahresproduktion auf 300 Mio. kWh zurückgeht, gleichzeitig werden verschiedene ökologische Ausgleichsmassnahmen umgesetzt. Die Schützen der über 100-jährigen Wehranlage werden erneuert, der nicht mehr erdbebensichere Wehrüberbau wird abgebrochen. Das Dotierkraftwerk am Wehr wird ersetzt. Die neue Anlage wird mit einer vertikalen Kaplan-Turbine ausgerüstet und wird nicht mehr ins Wehr integriert sein.